# Светлицкая, Александра Яковлевна
Александра Яковлевна Светлицкая (20 августа 1971, Алма-Ата, Казахская ССР, СССР — 23 января 2019, Алматы, Казахстан) — казахстанская и российская футболистка, мастер спорта по футболу международного класса. Пятикратная чемпионка России и трёхкратная — Казахстана, член национальной сборной России.

## Биография
Воспитанница казахстанского футбола. В 1989 году закончила двухлетнее Алматинское училище олимпийского резерва им. Х.Мунайтпасова по специальности тренер по спорту и поступила в Казахский институт физической культуры, окончила в 1993 году — преподаватель физкультуры-тренер.
Играла в знаменитом казахстанском клубе «Мерей». Команда была основана в 1988 году в Алма-Ате на базе Казахского государственного института физической культуры. При распаде Советского Союза команда перебралась сначала в Тольятти, а затем в Самару, переименовавшись в футбольный клуб ЦСК ВВС. И в Первом чемпионате России-1992 Светлицкая выиграла с командой серебряные медали. В последующие годы стала трёхкратной чемпионкой России (1993—1994 и 1996) и неоднократным призёром первенства и обладателем Кубка России. В 1992—2000 гг. провела за «ЦСК ВВС» 175 матчей в ЧР забила 56 мячей
В 2002—2003 вновь дважды завоевала чемпионское звание в рядах воронежской «Энергии».
10 лет играла за национальную сборную России. Лучшее достижение — два выхода в четвертьфиналы Чемпионата Мира-1999 и Чемпионата Мира-2003, оба проходили в США.
С 2005 по 2007 гг. — капитан и неоднократная чемпионка Казахстана и обладательница Кубка страны в составе команды «Алма-КТЖ» (Алматы), которая была основой сборной страны. В 2008 году команда переехала в Шымкент и переименовалась в «БИИК-Казыгурт».
По окончании карьеры работала тренером женской футбольной команды «СШВСМ-Барыс» (Алматы) и сборной Казахстана, позже тренером по футболу в спортивном клубе WL ENERGY при Алматинском Университете Энергетики и Связи, затем тренером по бодибилдингу и пауэрлифтингу в Центре здоровья Emnika.
Последние годы долго лечилась от онкологической болезни и скоропостижно скончалась в Алматы 23 января 2019 года.

## Достижения

### Титульные
Чемпионат России по футболу среди женщин
- Чемпион России (5): 1993, 1994, 1996, 2002 и 2003
- Вице—чемпион России (4): 1992, 1995, 1997 и 1998
- Бронзовый призёр России (1): 1999

Кубок России по футболу среди женщин:
- Обладатель Кубка (1): 1994
- Финалист Кубка (3): 1995, 1996 и 2003

Чемпионат Казахстана по футболу среди женщин:
- Чемпион Казахстана (3): 2005—2007

Кубок Содружества
- Обладатель Кубка (1): 1996

### Личные
- Включалась в список «33 лучшие футболистки России по итогам сезона» (9): 1993—1997 и 1999—2002;
- в составе сборной России участвовала: в Чемпионате Европы 1997 (3 матча), Чемпионате Мира 1999 (3 матча), Чемпионате Европы 2001 (3 матча и 1 гол) и Чемпионате Мира 2003 (3 матча);
- в составе сборной России участвовала в 2 матчах (дома и в гостях) стадии ¼ финала (высшее достижение сборной России) Чемпионата Европы 1995 года.